# Vyšný Čaj
Vyšný Čaj (in ungherese Felsőcsáj) è un comune della Slovacchia facente parte del distretto di Košice-okolie, nella regione di Košice.